# Allegagione
In agricoltura l'allegagione è la fase iniziale dello sviluppo dei frutti successiva alla fioritura. È uno dei momenti più importanti dello sviluppo del futuro raccolto.

## Descrizione
L'allegagione rappresenta il rapporto fra il numero di frutti che si sviluppano da fiori fecondati e quello dei fiori totalmente presenti sulla pianta all'inizio dell'antesi (fioritura); può essere altresì considerato come un buon indice di efficienza del duplice processo di impollinazione - fecondazione. Consiste nell'avvenuta fecondazione con il conseguente ingrossamento dell'ovario e la formazione dei semi che stimolano la crescita del frutto. È la causa della cascola, per regolarne il numero.  Può essere calcolata in tre periodi: quella iniziale e cioè dopo 10 giorni la fioritura, quella intermedia dopo la fine della cascola fisiologica e quella finale alla raccolta. La fase successiva alla maturazione del frutto è la senescenza